# Пакуль (Черниговская область)
Па́куль (укр. Па́куль) — село Черниговского района Черниговской области Украины, центр сельского Совета. Расположено по обоим берегам реки Пакулька в 42 км от районного центра и в 9 км от железнодорожной станции Жидиничи ответвления Жукотки — полигон Гончаровское Юго-Западной железной дороги. Население 845 человек.
Код КОАТУУ: 7425586301. Почтовый индекс: 15543. Телефонный код: +380 462.

## История
Неподалёку от села Пакуль обнаружено городище времён Киевской Руси (IX—XIII вв.).
Село Пакуль возникло во второй половине XIV в. Советская власть установлена в январе 1918 г. На фронтах Великой Отечественной войны и в партизанских отрядах сражались 872 жителя села, из них 550 награждены орденами и медалями, 310 — погибли. За активные боевые действия против немецких войск 6 мая 1943 года село было полностью сожжено оккупантами. В селе установлен памятник советским воинам, погибшим при освобождении села от немцев.
В селе родился, жил и был похоронен Герой Советского Союза Иосиф Конюша.

## Власть
Орган местного самоуправления — Пакульский сельский совет. Почтовый адрес: 15543, Черниговская обл., Черниговский р-н, с. Пакуль, ул. Октябрьская, 40
Пакульскому сельскому совету, кроме Пакуля, подчинены сёла:
- Завод;
- Линея;
- Папирня;
- Пыльня;
- Рудня;
- Семеняговка.